# Cryptophaea vietnamensis
Cryptophaea vietnamensis – gatunek ważki z rodziny Euphaeidae.